# (1522) Kokkola
(1522) Kokkola es un asteroide perteneciente al cinturón de asteroides descubierto el 18 de noviembre de 1938 por Liisi Oterma desde el observatorio de Iso-Heikkilä en Turku, Finlandia.
Está nombrado por Kokkola, una ciudad finesa del golfo de Botnia.